# Karl Heisig
Karl Heisig (* 1. April 1902 in Breslau; † 1982) war ein deutscher Romanist und Bibliothekar.

## Leben und Werk
Heisig promovierte 1926 in Breslau mit Studien zur Chanson de la Croisade contre les Albigeois und habilitierte sich 1935 in Marburg bei Werner Krauss über Die Geschichtsmetaphorik des Rolandsliedes und ihrer Vorgeschichte (in: Zeitschrift für romanische Philologie 55, 1935, S. 1–87), wurde aber von den Nationalsozialisten nicht zum Privatdozent ernannt. Er war Bibliothekar und von 1948 bis 1970 Professor für Romanische Philologie in Marburg. Heisig publizierte zahlreiche Beiträge in Fachzeitschriften und Sammelwerken.